# Canton de Chevagnes
Le canton de Chevagnes est une ancienne division administrative française située dans le département de l'Allier et la région Auvergne.

## Géographie
Ce canton était organisé autour de Chevagnes dans l'arrondissement de Moulins. Son altitudait varie de 193 m (Gannay-sur-Loire) à 286 m (Thiel-sur-Acolin) pour une altitude moyenne de 226 m.

## Histoire
Le canton a été supprimé fin mars 2015 à la suite des élections départementales.

## Représentation

### Conseillers généraux de 1833 à 2015
| Période | Période           | Identité | Étiquette                  | Qualité |
| ------- | ----------------- | --- | -------------------------- | --- |
| 1833    | 1852 (démission)  | Marquis Victor Destutt de Tracy                                                                               | Extrême gauche puis Gauche | Propriétaire à Paray-le-Frésil Député de l'Allier (1822-1823 et 1827-1834) Ministre de la Marine (1848-1849) |
| 1852    | 1870              | Baron Gustave de Labrousse de Veyrazet                                                                        | Droite                     | Ancien officier Propriétaire, maire de Saint-Martin-des-Lais                                                 |
| 1870    | 1871              | Jacques Henrion Staal de Stutt de Magnoncourt, Marquis de Tracy (1838-1921) (fils du Duc Ferdinand d'Orléans) | Conservateur               | Propriétaire à Paray-le-Frésil Nommé Préfet de l'Aube en 1871                                                |
| 1871    | 1883 (décès)      | Louis Bayon                                                                                                   | Droite                     | Propriétaire et maire de Chevagnes                                                                           |
| 1883    | 1895              | Baron Gustave de Labrousse de Veyrazet                                                                        | Droite                     | Ancien officier Propriétaire et maire de Saint-Martin-des-Lais                                               |
| 1895    | 1899 (décès)      | Charles Desvernois                                                                                            | Républicain                | Docteur en médecine Maire de Beaulon, ancien conseiller d'arrondissement                                     |
| 1899    | 1900 (annulation) | Louis Tourneux                                                                                                | Républicain                | Docteur en médecine Maire de Thiel-sur-Acolin                                                                |
| 1900    | 1901              | Étienne Blazin                                                                                                | Rad.                       | Propriétaire,agronome Adjoint au maire de Lusigny, conseiller d'arrondissement                               |
| 1901    | 1913              | Joseph Rogier                                                                                                 | Droite                     | Agriculteur - Maire de Beaulon, ancien conseiller d'arrondissement                                           |
| 1913    | 1919 (décès)      | Louis Defos                                                                                                   | Républicain                | Docteur en médecine à Chevagnes                                                                              |
| 1919    | 1924 (décès)      | Achille Meunier                                                                                               |                            | Huissier à Chevagnes                                                                                         |
| 1924    | 1925              | Claude Talpin                                                                                                 | Rad.                       | Constructeur de machines agricoles Adjoint au maire de Beaulon, conseiller d'arrondissement                  |
| 1925    | 1940              | Emile Verrier                                                                                                 | SFIO                       | Médecin Maire de Chevagnes                                                                                   |
|         |                   | |                            | |
| 1942    | 1945              | Raymond Henrion Staal de Magnoncourt de Tracy (1878-1947, petit-fils de J.de Tracy)                           |                            | Agriculteur Maire de Paray-le-Frésil Nommé conseiller départemental en 1942                                  |
|         |                   | |                            | |
| 1945    | 1970 (décès)      | Francis Maguet (1890-1970)                                                                                    | SFIO                       | Artisan retraité Maire de Thiel-sur-Acolin, ancien conseiller d'arrondissement                               |
| 1970    | 1976              | Marius Laloi                                                                                                  | DVD                        | Docteur en médecine Maire de Beaulon                                                                         |
| 1976    | 1982              | René Migeon                                                                                                   | PS                         | Docteur en médecine à Thiel-sur-Acolin, député suppléant de Jean-Paul Desgranges (1981-1986)                 |
| 1982    | 2007 (décès)      | Jean-Marie Potin                                                                                              | URB-DVD                    | Employé de bureau Maire de Chevagnes (1980-1995)                                                             |
| 2007    | 2015              | Alain Lognon                                                                                                  | PCF                        | Agriculteur Maire de Beaulon depuis 2001 Vice-président du Conseil général                                   |

### Conseillers d'arrondissement (de 1833 à 1940)
| Période                                  | Période          | Identité                       | Étiquette    | Qualité |
| ---------------------------------------- | ---------------- | ------------------------------ | ------------ | --- |
| 1833                                     | 1845             | François Ruez (1772-1846)      |              | Notaire, maire de Chevagnes                                                                                 |
|                                          |                  |                                |              | |
| av.1880                                  | 1886             | Charles Desvernois (1824-1899) | Républicain  | Médecin, maire de Beaulon                                                                                   |
| 1886                                     | 1892             | Joseph Rogier                  | Conservateur | Agriculteur à Beaulon                                                                                       |
| 1892                                     | 1898             | Charles Desvernois             | Républicain  | Médecin, maire de Beaulon                                                                                   |
| 1898                                     | 1900 (démission) | Etienne Blazin                 | Radical      | Agronome, adjoint au maire de Lusigny                                                                       |
| 23 déc. 1900                             | 1904             | François Diant                 | Libéral      | Adjoint au maire de Beaulon                                                                                 |
| 1904                                     | 1910             | Antoine Charrier               | Radical      | Juge de paix à Chevagnes                                                                                    |
| 1910                                     | 1919             | Jean-Marie Descréaux           | Libéral      | Conseiller municipal de Garnat-sur-Engièvre                                                                 |
| 1919                                     | 1924             | Claude Talpin                  | Radical      | Constructeur de machines agricoles, adjoint au maire de Beaulon                                             |
| 1924                                     | 1930 (décès)     | Michel Boudet                  | SFIO         | Marchand de charbon et de vin en gros, Thiel-sur-Acolin                                                     |
| 1931                                     | 1940             | Francis Maguet (1890-1970)     | SFIO         | Artisan charron à Thiel-sur-Acolin                                                                          |
| 1940                                     |                  |                                |              | Les conseils d'arrondissement ont été suspendus par la loi du 12 octobre 1940 et n'ont jamais été réactivés |
| Les données manquantes sont à compléter. |                  |                                |              | |

Sources : Archives départementales de l'Allier, rubrique "Presse" - https://archives.allier.fr/archives-en-ligne/presse?arko_default_63e27309704a6--ficheFocus=

## Composition
Le canton de Chevagnes regroupe dix communes et comptait 7 121 habitants (population légale de 2012 - population municipale).
Après les élections départementales de 2015, les dix communes ont rejoint le canton de Dompierre-sur-Besbre.
| Nom                     | Code Insee | Intercommunalité               | Superficie (km2) | Population (dernière pop. légale) | Densité (hab./km2) |
| ----------------------- | ---------- | ------------------------------ | ---------------- | --------------------------------- | ------------------ |
| Chevagnes (chef-lieu)   | 03074      | CA Moulins Communauté          | 49,78            | 673 (2014)                        | 14                 |
| Beaulon                 | 03019      | CC Entr'Allier Besbre et Loire | 63,98            | 1 666 (2014)                      | 26                 |
| La Chapelle-aux-Chasses | 03057      | CA Moulins Communauté          | 25,96            | 213 (2014)                        | 8,2                |
| Chézy                   | 03076      | CA Moulins Communauté          | 36,53            | 227 (2014)                        | 6,2                |
| Gannay-sur-Loire        | 03119      | CA Moulins Communauté          | 32,29            | 403 (2014)                        | 12                 |
| Garnat-sur-Engièvre     | 03120      | CA Moulins Communauté          | 18,74            | 687 (2014)                        | 37                 |
| Lusigny                 | 03156      | CA Moulins Communauté          | 44,55            | 1 719 (2014)                      | 39                 |
| Paray-le-Frésil         | 03203      | CA Moulins Communauté          | 37,30            | 382 (2014)                        | 10                 |
| Saint-Martin-des-Lais   | 03245      | CA Moulins Communauté          | 18,25            | 131 (2014)                        | 7,2                |
| Thiel-sur-Acolin        | 03283      | CA Moulins Communauté          | 57,71            | 1 082 (2014)                      | 19                 |

## Démographie
| 1962  | 1968  | 1975  | 1982  | 1990  | 1999  | 2006  | 2011  | 2012  |
| ----- | ----- | ----- | ----- | ----- | ----- | ----- | ----- | ----- |
| 7 776 | 7 678 | 7 558 | 7 539 | 7 423 | 6 743 | 6 971 | 7 132 | 7 121 |